# USS Minneapolis (CA-36)
CA-36 «Миннеаполис» (англ. USS Minneapolis (CA-36)) — американский тяжелый крейсер типа «Нью-Орлеан». Построен перед второй мировой войной и участвовал во многих сражениях с японским императорским ВМФ на Тихоокеанском театре боевых действий. В истории США это был второй корабль, носивший имя города Миннеаполис, штат Миннесота.

## Служба

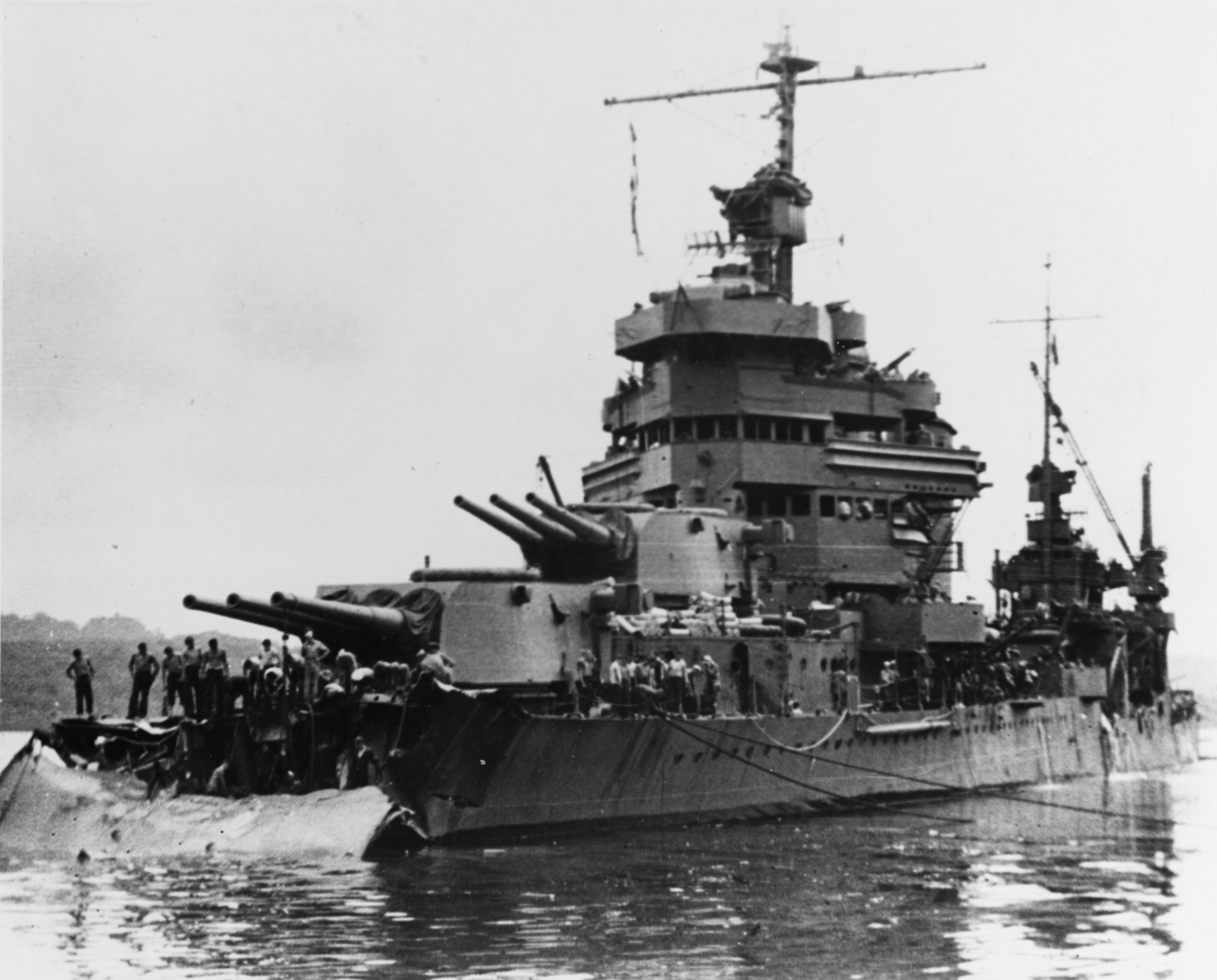
«Миннеаполис» с оторванным носом после боя у Тассафаронга

Совершил плавание в Европу, затем был переведен в 7-ю дивизию крейсеров на Тихий океан. Находился в Пёрл-Харборе 7 декабря 1941 во время атаки японской палубной авиации. До февраля 1942 года патрулировал в районе Гавайев, затем был придан оперативному соединению № 11. Сопровождал войсковые конвои из Панамы на юг Тихого океана.
Затем был придан флоту АНЗАК. Действовал в Коралловом море и на Новых Гебридах. В марте 1942 года прикрывал авианосцы во время рейда против Новой Гвинеи. В составе оперативного соединения № 16 участвовал в сражении в Коралловом море 4-8 мая 1942 года и в битве за Мидуэй 4 июня 1942 года. С августа действовал на Соломоновых островах. 30 ноября в ночном бою у Тассафаронга получил два попадания торпед с японских эсминцев. Одна торпеда оторвала носовую часть до башни № 1, а вторая попала в котельное отделение. После временного ремонта на Тулаги ушел своим ходом на ремонт в США. Ремонтировался на Mare Island Naval Shipyard до сентября 1943 года.
Вернулся строй в октябре и участвовал в ударе по Уэйку. Участвовал в захвате Макина с ноября по декабрь 1943 года. В начале 1944 года в составе оперативного соединения 58 действовал на Марианских и Каролинских островах, принимал участие в бою в Филиппинском море. «Миннеаполис» участвовал в сражении в заливе Лейте. Поддерживал высадку десантов на Батаан и Коррехидор. Действовал в районе Окинавы до апреля 1945 года, затем вернулся для текущего ремонта в США. В конце войны крейсер действовал в районе Филиппин. 9 августа на борту крейсера адмирал Томас Кинкейд принимал капитуляцию японцев в Корее. За годы войны CA-36 «Миннеаполис» получил 17 боевых звезд.

## Список боевых звезд
Перечень операций, за которые Миннеаполис получил 17 боевых звезд:
- 20 февраля 1942 года — Бугенвиль
- 4-8 мая 1942 года — сражение в Коралловом море
- 3-6 июня 1942 года — битва за Мидуэй
- 7-9 августа 1942 года — Гуадалканал
- 10 августа 1942 года — Гуадалканал
- 23-25 августа 1942 года — сражение у восточных Соломоновых островов
- 30 ноября 1942 года — бой у Тассафаронга
- 5 октября 1943 года — Бугенвильская кампания
- 13 ноября — 8 декабря 1943 года — атака Уэйка
- 29 января — 8 февраля 1944 года — Маршалловы острова
- 16 февраля 1944 года — рейд на Трук
- 21 апреля — 1 июня 1944 года — Новогвинейская кампания, Холландия
- 11 июня — 15 августа 1944 года — Сайпан и Гуам
- 6 сентября — 4 октября 1944 года — Восточные Каролины, Паллау
- 10 октября — 16 декабря 1944 года — битва за Лейте
- 6 января — 14 февраля 1945 года — Лусон, Лингаенский залив — битвы в рамках Филиппинской операции
- 25 марта — 12 апреля 1945 года — Окинава